# Blomsterbund
Blomsterbund (botanisk latin, receptaculum) er betegnelsen for den skudakse hvorpå blomstens dele hos Angiospermerne sidder. Blomsterbunden er ofte forkortet og fortykket eller affladet, således at bæger, krone, støvdragere og frugtanlæg (i den nævnte rækkefølge) sidder som skruer eller kranse udefra og ind mod blomstens centrum. Blomsterbundens væv indgår i frugtknudens væg hos alle planter med oversædigt bloster. Hos visse arter – især Rosen-familien – er blomsterbunden krukkeformet med frugtanlægget siddende i bunden og bægerblade, kronblade og støvdragere på bægerets kant (omkringsædigt bloster). Hos jordbær svulmer blomsterbunden kraftigt op og bliver kødet med enkeltfrugterne (nødder) siddende spredt på overfladen.